# Praha (Eslovàquia)
Praha és un poble i municipi d'Eslovàquia. Es troba a la regió de Banská Bystrica. La primera menció escrita de la vila es remunta al 1443.

## Demografia
| Godina             | 1994 | 2004    | 2014    | 2024    |
| ------------------ | ---- | ------- | ------- | ------- |
| Nombre de persones | 87   | 102     | 87      | 74      |
| Diferència         |      | +17,24% | −14,70% | −14,94% |

| Godina             | 2023 | 2024   |
| ------------------ | ---- | ------ |
| Nombre de persones | 73   | 74     |
| Diferència         |      | +1,36% |